# Bad Kissingen

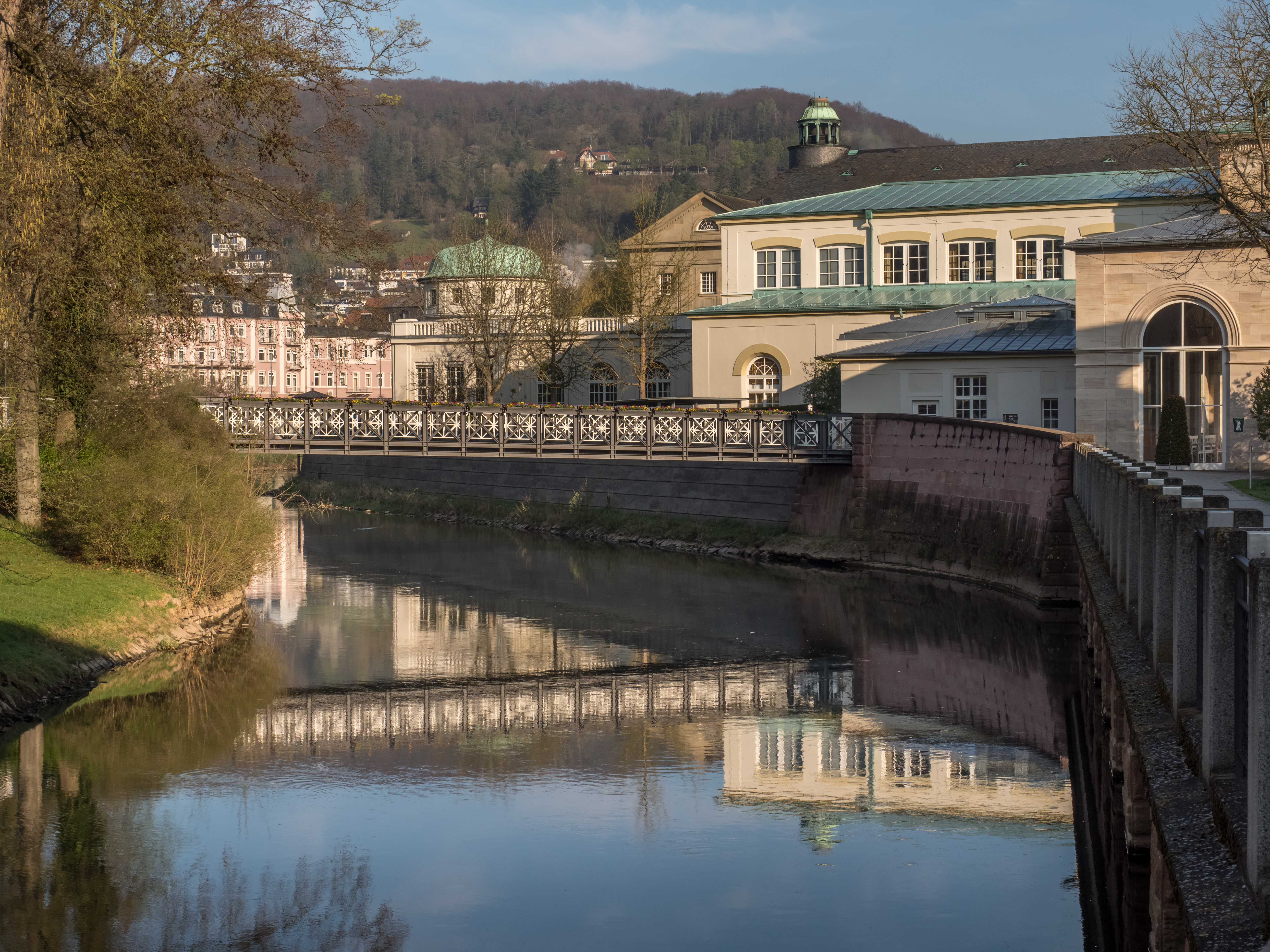
La passerelle des arcades à Bad Kissingen. Avril 2017.

Bad Kissingen est une ville d'Allemagne renommée pour son thermalisme, chef-lieu de l'arrondissement de Bad Kissingen, dans le district de Basse-Franconie (Unterfranken), au nord de l'État libre de la Bavière (Bayern). Elle est située dans le massif de la Rhön.

## Histoire
| Appartenances historiques Principauté épiscopale de Wurtzbourg 1394–1803 Électorat de Bavière 1803–1805 Électorat de Wurtzbourg 1805–1806 Grand-duché de Wurtzbourg 1806–1814 Royaume de Bavière 1814–1918 République de Weimar 1918–1933 Reich allemand 1933–1945 Allemagne occupée 1945–1949 Allemagne 1949–présent |

Bad Kissingen est citée pour la première fois en 801 sous le nom de Chizzicha, et devint célèbre grâce à ses sources minérales, attestées depuis 823. En 1279, Kissingen est citée comme oppidum (ville). Depuis le XIVe siècle Kissingen faisait partie de la Principauté épiscopale de Wurtzbourg. C'est au XVIe siècle que Kissingen assoit sa réputation de station thermale. En 1814 Kissingen est annexée avec la Franconie par la Bavière. Le 10 juillet 1866, la ville fut le théâtre d'une bataille entre les troupes prussiennes et bavaroises, pendant la guerre austro-prussienne de 1866. La bataille de Kissingen se termina par la victoire des Prussiens. Au XIXe siècle, Kissingen devint un lieu mondain où se retrouvaient les souverains européens, notamment l'impératrice Élisabeth d'Autriche, le tsar Alexandre II et le roi Louis II de Bavière, qui renomma en 1883 Kissingen en Bad Kissingen. Des écrivains (Léon Tolstoï), des compositeurs (Gioachino Rossini) et des artistes (Adolph von Menzel) comptèrent aussi parmi les hôtes de renom. Le chancelier Otto von Bismarck y vint aussi plusieurs fois en cure. En 1874, Bismarck survivait à un attentat perpétré à Bad Kissingen par le catholique Eduard Kullmann dans le contexte de la lutte contre l'ultramontanisme (Kulturkampf). En 1877, il y a résumé sa politique étrangère dans le Kissinger Diktat (dictée de Kissingen). Dans son ancienne résidence se trouve aujourd'hui le musée Bismarck-Museum.
En juin 1911, le Secrétaire d'État allemand Alfred von Kiderlen-Waechter et l'ambassadeur français Jules Cambon entraient en négociations à Bad Kissingen au sujet du Maroc sans parvenir à trouver une solution. L'échec des négociations mena au coup d'Agadir. En 1945, Bad Kissingen fut occupée par des troupes américaines sans combattre. La princesse royale Cecilie de Prusse mourut à Bad Kissingen en 1954.
Au XXe siècle, la clientèle de Bad Kissingen évolua. D'autres classes sociales vinrent remplacer la haute bourgeoisie et la noblesse. Après la Seconde Guerre mondiale, les compagnies d'assurance firent construire des cliniques. En 2015, il y eut plus de 246 000 visiteurs qui restèrent plus de 1,5 million de nuits.

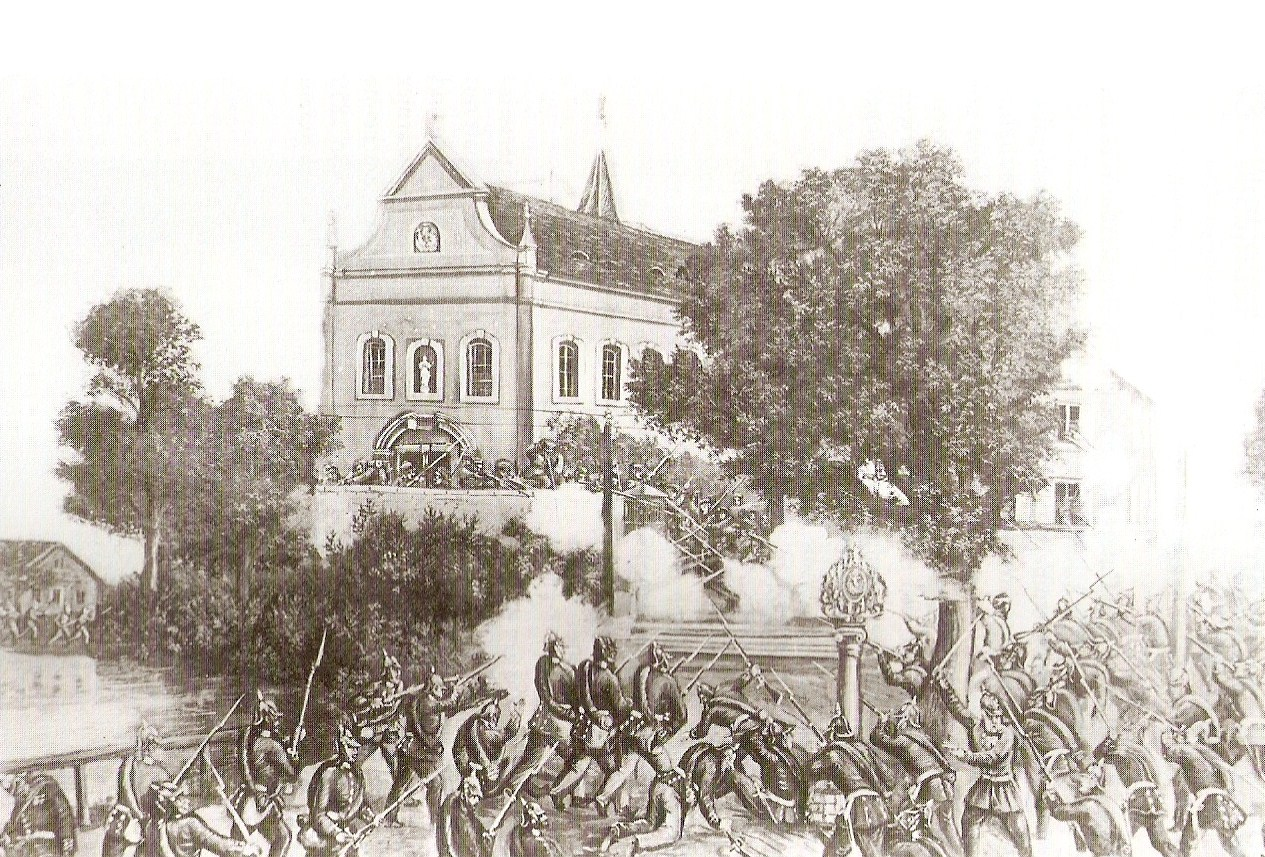
La bataille de Kissingen entre les troupes prussiennes et bavaroises, 10 juin 1866.
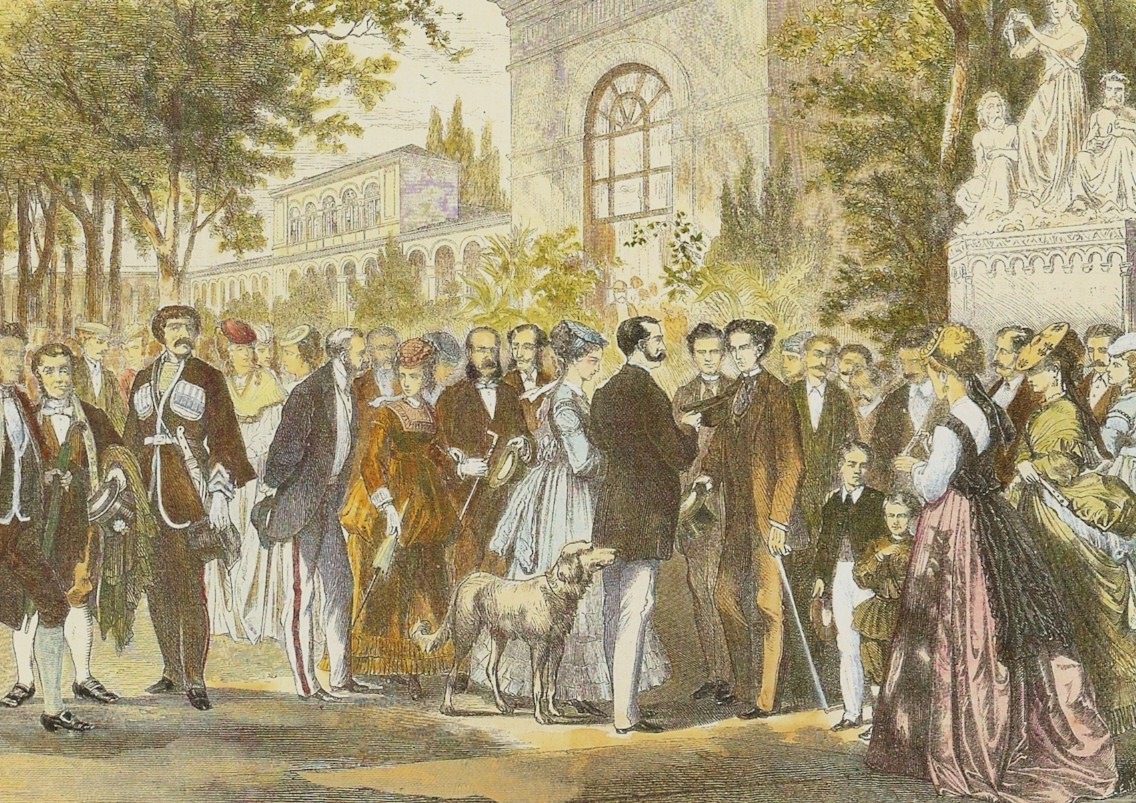
Alexandre II de Russie (au centre, avec le chapeau à la main) et Louis II de Bavière en 1868.
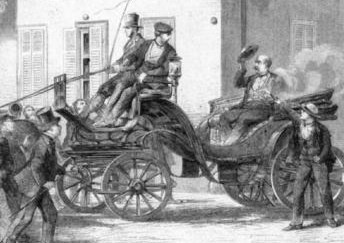
L'attentat d'Eduard Kullmann (à droite) à l'encontre du chancelier Bismarck en 1874.

## Patrimoine mondial
L'UNESCO a inscrit Bad Kissingen le 24 juillet 2021 sur la liste du patrimoine mondial dans la série «Grandes villes d'eaux d'Europe» (en anglais : Great spas of Europe),.

## Bâtiments
La vieille mairie (Altes Rathaus) est un édifice de la Renaissance datant de 1577. La mairie actuelle est l'ancien château de la famille de Heußlein, construit par Johann Dientzenhofer en 1706. En 1739, le premier Hôtel de Bain a été construit par Balthasar Neumann, qui a aussi agrandi la chapelle médiévale Marienkapelle. Entre 1838 et 1913, les arcades (Arkadenbau) ont été construites autour du jardin du spa (Kurgarten) par Friedrich von Gärtner, ainsi que la halle des promenades (Wandelhalle) suivant un dessin de Max Littmann. Littmann a également conçu le théâtre (Kurtheater), terminé en 1905, et la salle de concert Regentenbau, inaugurée en 1913. L'église paroissiale catholique Herz-Jesu-Kirche (église du Sacré-Cœur-de-Jésus) a été construite en style néo-gothique en 1882. La Jakobuskirche (église Saint-Jacques) était l'ancienne église paroissiale catholique de Bad Kissingen. L'église, située à l'emplacement d'une ancienne église médiévale, a été construite de 1772 à 1775 par Johann Philipp Geigel dans le style classiciste. L'église luthérienne Erlöserkirche (église du Sauveur) a été érigée en 1847 selon les plans de l'architecte Friedrich von Gärtner. L'église orthodoxe russe Saint-Serge-de-Radonège, consacrée en 1901, a été conçue par l'architecte du tsar Viktor Schröter (Saint-Pétersbourg) dans un style néo-byzantin et érigée par l'architecte Carl Krampf.

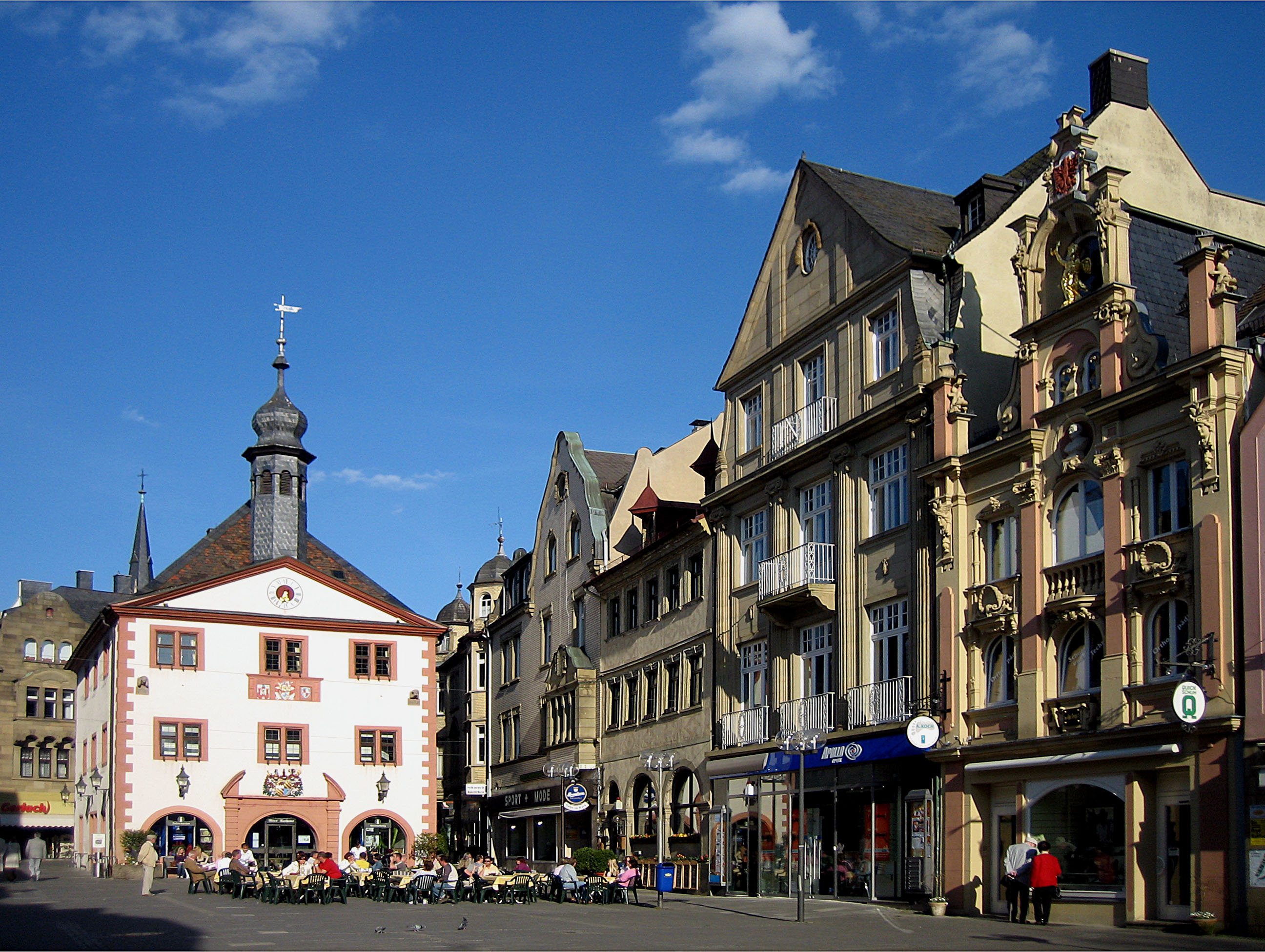
La vieille mairie (Altes Rathaus).
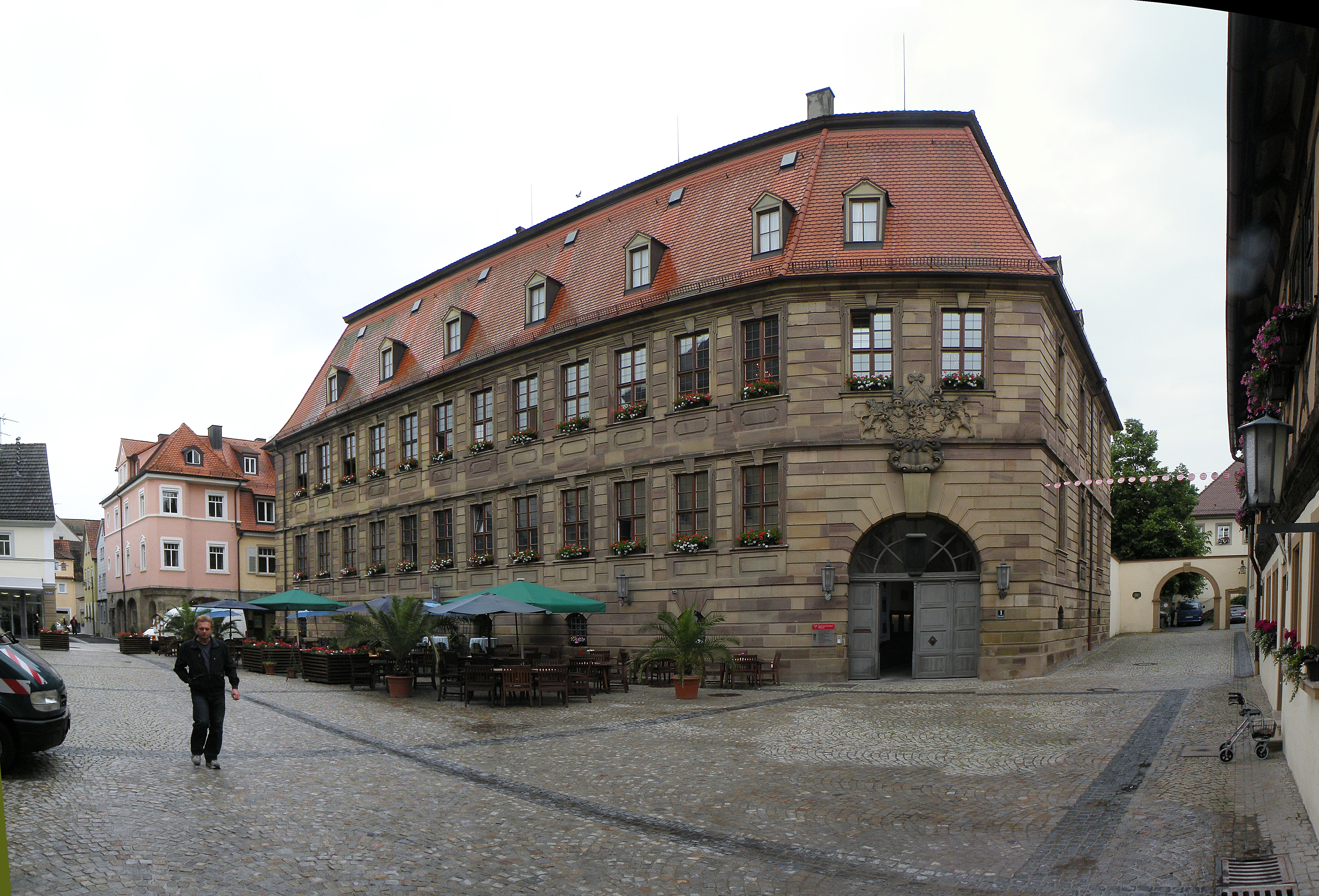
La Mairie de Bad Kissingen.
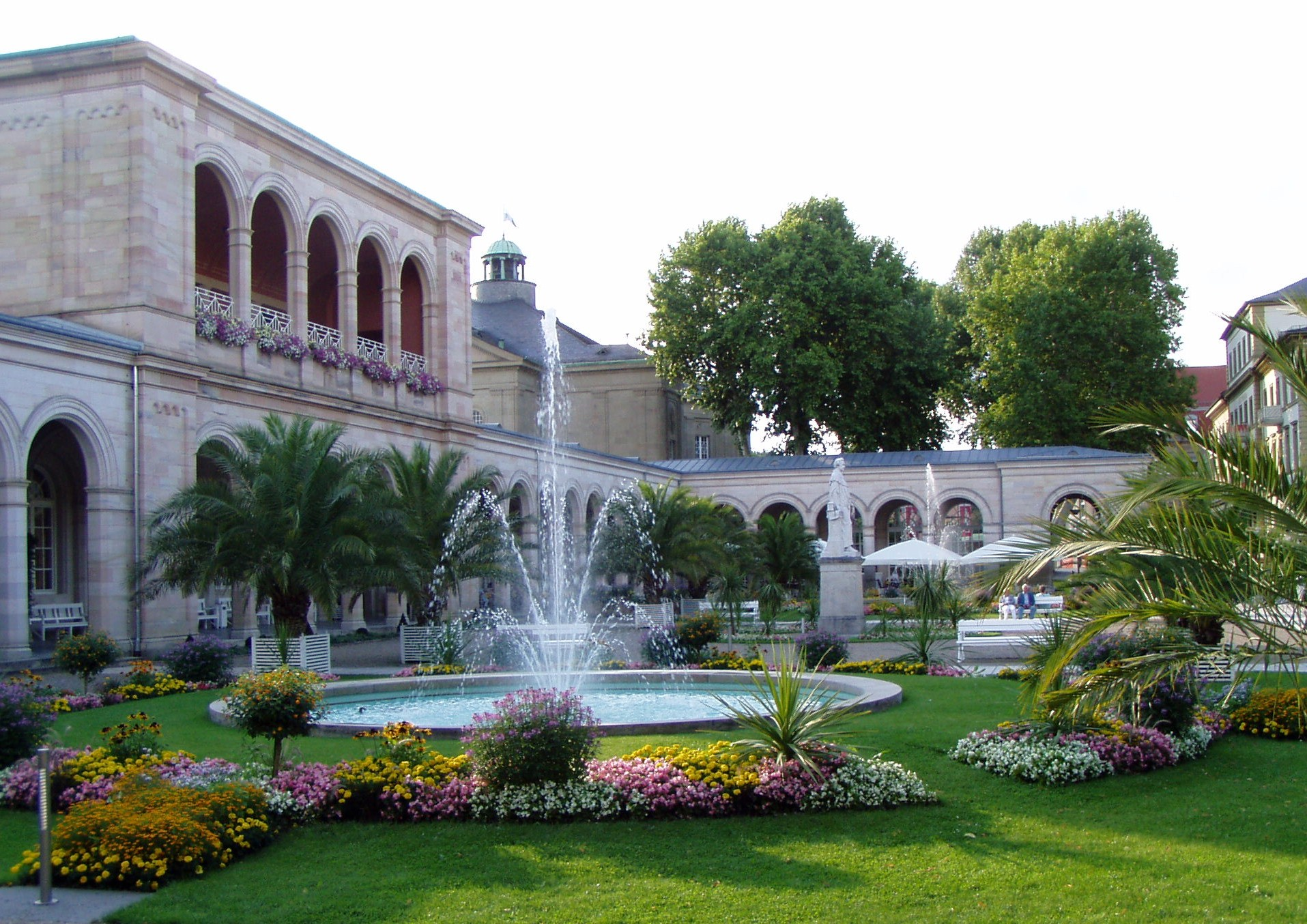
Les arcades (Arkadenbau).
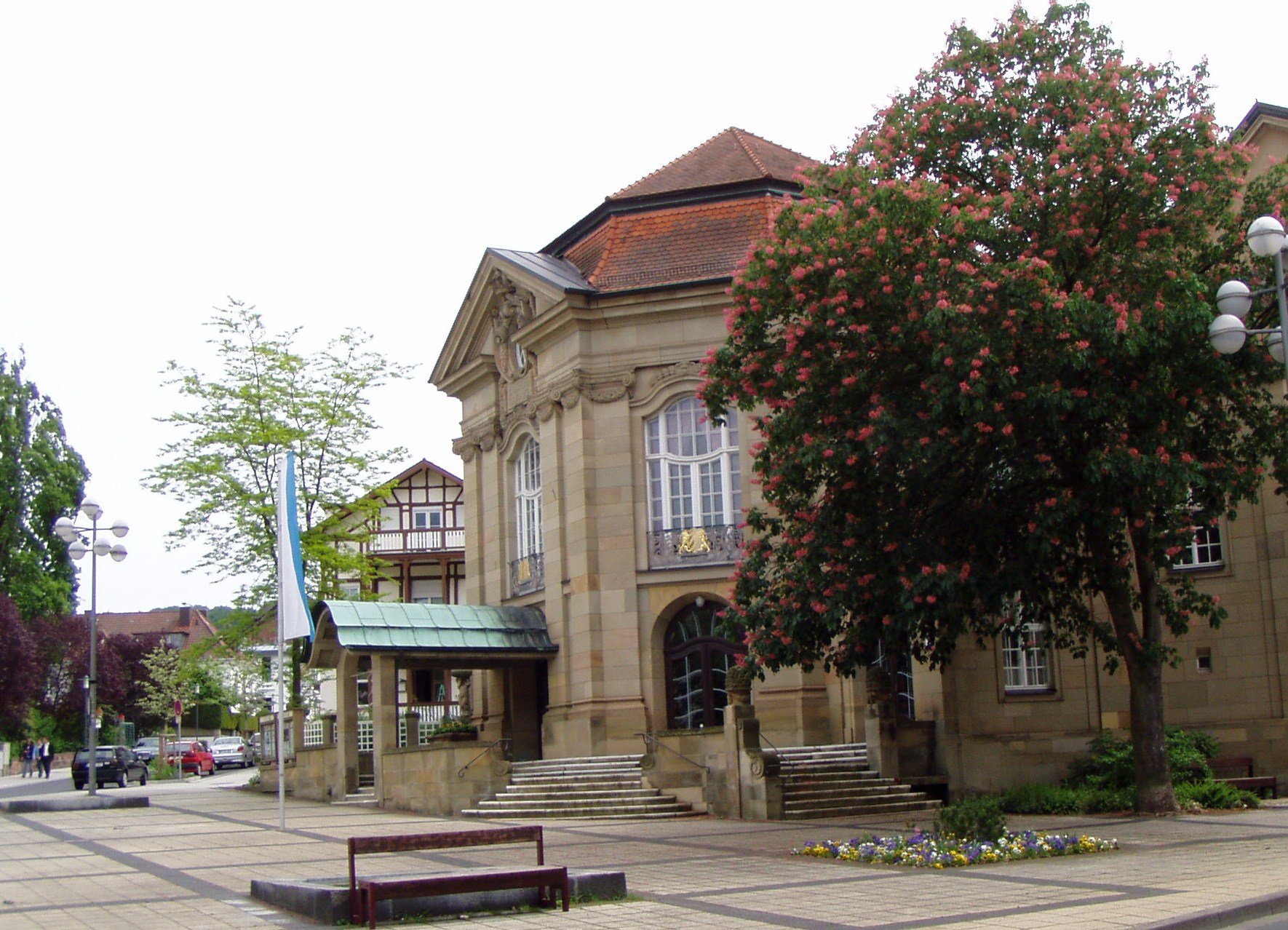
Le théâtre (Kurtheater) de Bad Kissingen.
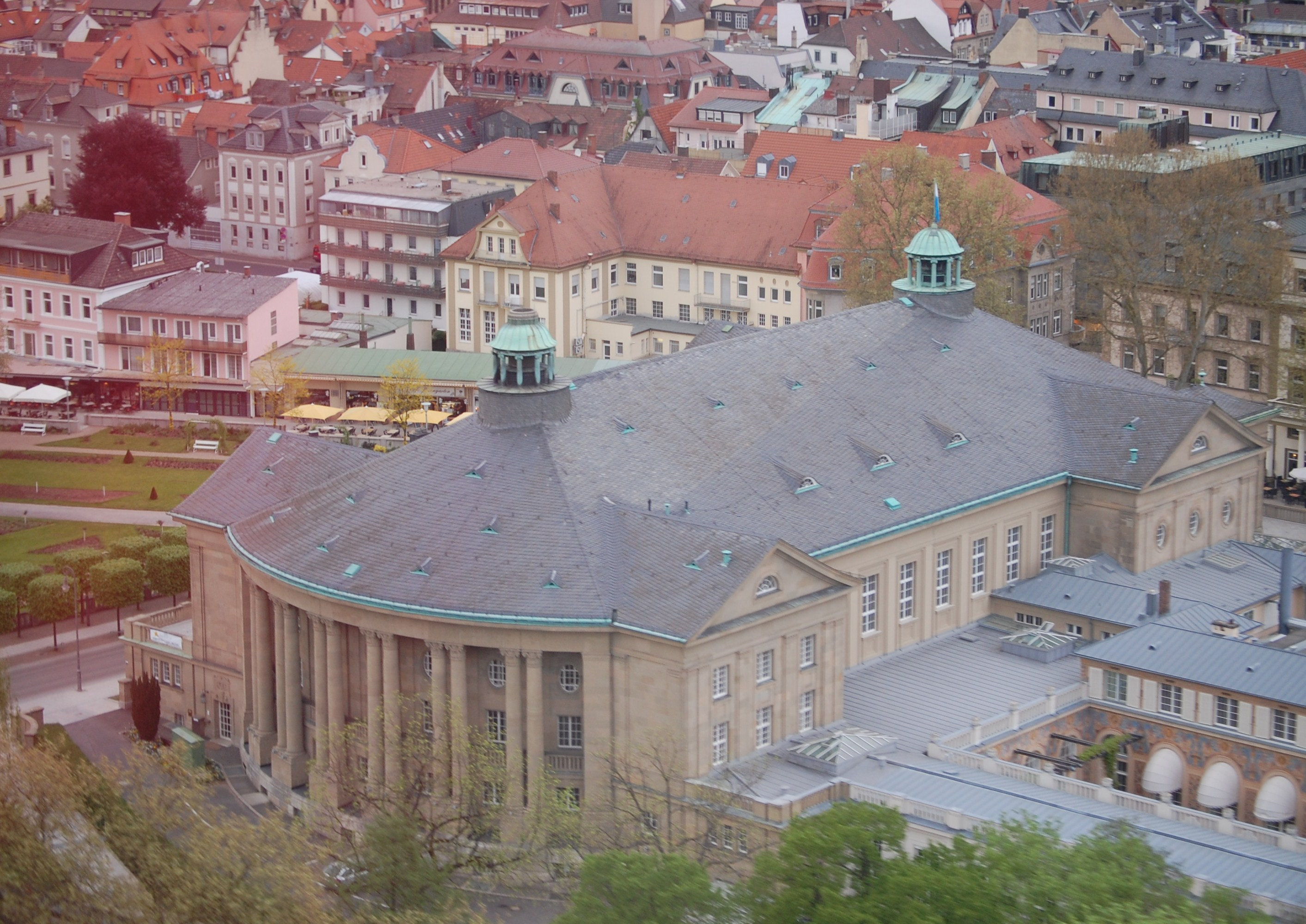
Le Regentenbau, salle de concert.
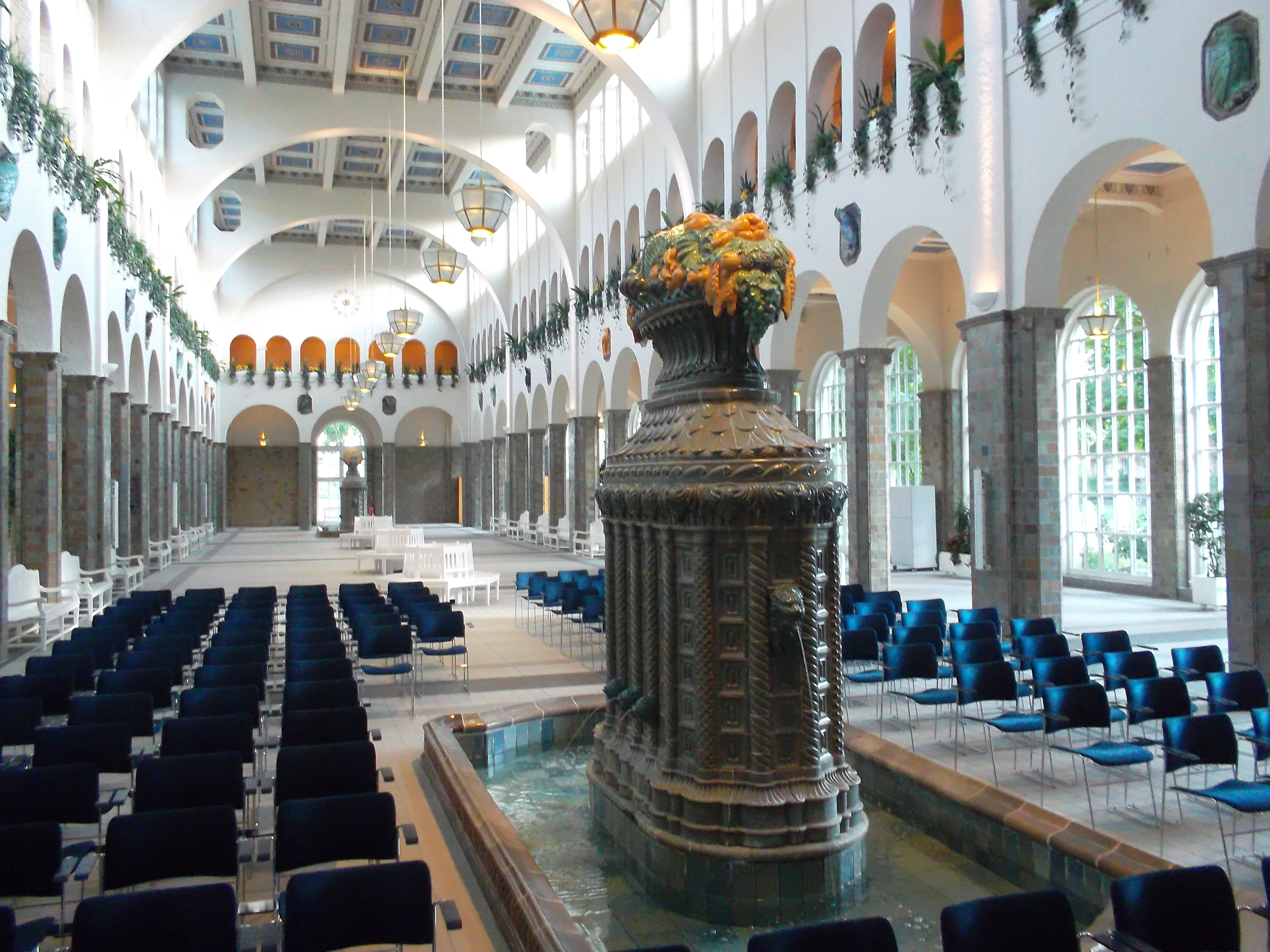
L'intérieur de la Wandelhalle.
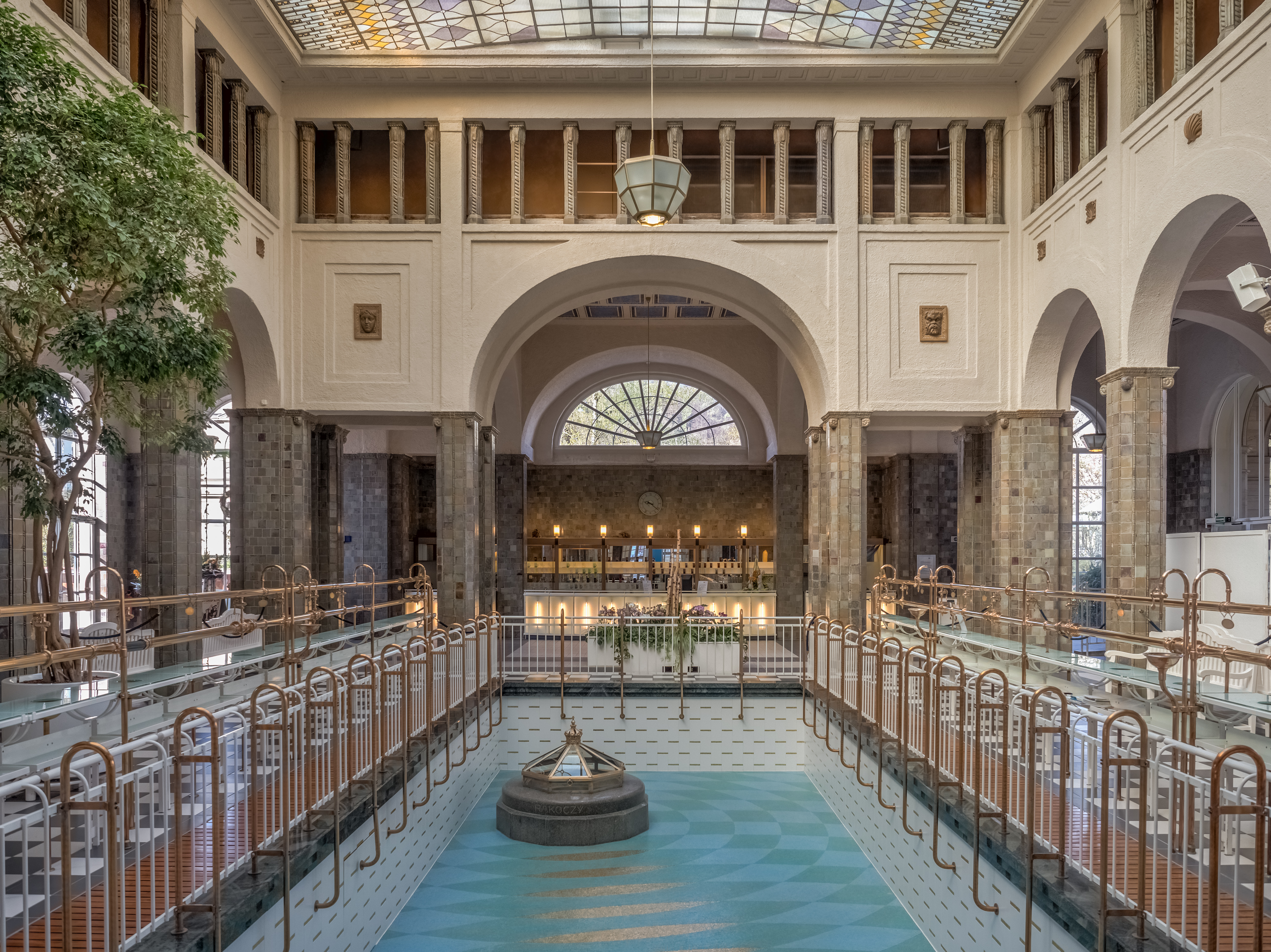
L'intérieur de la Brunnenhalle (salle des Sources).

## Arts et culture
- Statue de Bismarck érigée en 1877.

### Musées
- Bismarck-Museum dans la Obere Saline (salines supérieures)
- Exposition permanente sur la vie juive dans l'ancienne école juive
- Le Kardinal-Döpfner-Museum à Hausen traite de la vie du cardinal Döpfner

### Musique
- Le festival de musique classique Kissinger Sommer avec la participation d'orchestres et de solistes internationalement connus illustre le calendrier culturel.
- Le Kissinger Klavierolymp, une compétition de jeunes pianistes, liés au Kissinger Sommer, se déroule en automne.
- Un autre festival de musique appelé Kissinger Winterzauber se déroule chaque hiver.

### Autres événements réguliers
- La fête annuelle Rakoczy Fest au dernier week-end de juillet est tenue pour honorer tous les personnages historiques dont la vie était liée à Bad Kissingen. Le point culminant est un défilé le dimanche après-midi. Les personnages historiques sont représentés par les citoyens de la ville pendant tout le week-end et participent à la vie en ville.
- Le Kissinger Kabarettherbst est une série de spectacles d'artistes de cabaret en automne.

## Jumelages
- Massa (Italie) ;
- Eisenstadt (Autriche) ;
- Vernon (France).

## Personnalités
- Othon de Botenlauben (1177-1245), comte de Henneberg, troubadour et croisé, mort à Bad Kissingen.
- Ilse Jordan (1891-1988), femme de lettres germanophone, morte à Bad Kissingen.
- Oskar Panizza (1853-1921), écrivain, né à Bad Kissingen.
- Jack Steinberger (1921-2020), lauréat du prix Nobel de physique, né à Bad Kissingen.